# Háalda (kulle i Island, Norðurland vestra)
Háalda är en kulle i republiken Island. Den ligger i regionen Norðurland vestra, 180 km öster om huvudstaden Reykjavík. Toppen på Háalda är 945 meter över havet, eller 121 meter över den omgivande terrängen. Bredden vid basen är 1,8 km.
Trakten runt Háalda är nära nog obefolkad, med mindre än två invånare per kvadratkilometer. Det finns inga samhällen i närheten. Trakten runt Háalda består i huvudsak av gräsmarker.